# Erzbistum Lublin
Das Erzbistum Lublin (lat.: Archidioecesis Lublinensis, poln.: Archidiecezja lubelska) ist eine in Polen gelegene römisch-katholische Erzdiözese mit Sitz in Lublin. 

## Geschichte
Das Bistum Lublin wurde am 22. September 1805 durch Papst Pius VII. mit der Päpstlichen Bulle Quemadmodum Romanorum Pontificum aus dem Bistum Chelm und Lublin umbenannt und geht zurück auf das bereits 1375 errichtete Bistum Chełm; es wurde dem Erzbistum Warschau als Suffraganbistum unterstellt. Am 25. März 1992 wurde das Bistum Lublin durch Papst Johannes Paul II. mit der Apostolischen Konstitution Totus tuus Poloniae populus zum Erzbistum erhoben. Gleichzeitig gab das Erzbistum Teile seines Territoriums zur Gründung des Bistums Zamość-Lubaczów ab.

## Ordinarien

### Bischöfe von Lublin
siehe: Liste der Bischöfe und Erzbischöfe von Lublin

### Weihbischöfe in Lublin
- 1818–1819 Józef Szczepan Koźmian, Titularbischof von Carystus
- 1824–1845 Maurycy Mateusz Wojakowski, TB von Arcadiopolis in Asia
- 1857–1871 Valentino Baranowski, TB von Loryma
- 1918–1937 Adolf Józef Jełowicki, TB von Loryma
- 1938–1944 Vladislao Goral, TB von Meloë in Isauria
- 1952–1956 Tomasz Wilczyński, TB von Polybotus
- 1958–1965 Henryk Strakowski, TB von Girba
- 1961–1968 Jan Mazur, TB von Bladia
- 1964–1984 Jan Śrutwa, TB von Liberalia
- 1966–1975 Bolesław Pylak, TB von Midica
- 1969–1981 Edmund Ilcewicz, TB von Trevico
- 1975–1984 Zygmunt Kamiński, TB von Midica
- 1982–1992 Piotr Hemperek, TB von Equilium
- 1985–2011 Ryszard Karpiński, TB von Minervium
- 1997–2020 Mieczysław Cisło, TB von Auca
- seit 2004 Artur Miziński, TB von Tarasa in Numidia
- seit 2008 Józef Wróbel, SCI, TB von Suas
- seit 2020 Adam Bab, TB von Arna